# Destin (stoïcisme)
Pour les articles homonymes, voir Destin (homonymie).
 (mai 2017).
Le destin dans le stoïcisme (fatum stoicum) désigne la succession de l'ensemble des causes et des effets (nexus causarum) qui définit l'organisation de l'intégralité de l'univers (appelé « Cosmos ») en le disposant selon un ordre inéluctable (les événements actuels ne doivent rien au hasard mais sont le résultat logique des causes qui les précèdent, résultant elles-mêmes de causes antérieures, etc.) et rationnel, conditionné uniquement par les lois scientifiques qui le régissent,,. Il est aussi appelé « Nature », ou encore « Logos », « Dieu » ou « Providence », termes synonymes dans le système stoïcien. Cette conception déterministe de l'univers a conduit les adversaires du stoïcisme à le qualifier de fatalisme. Toutefois, ces critiques ont été réfutées par Chrysippe de Soles, puis par l'ensemble des philosophes stoïciens qui lui ont succédé.

## Définition

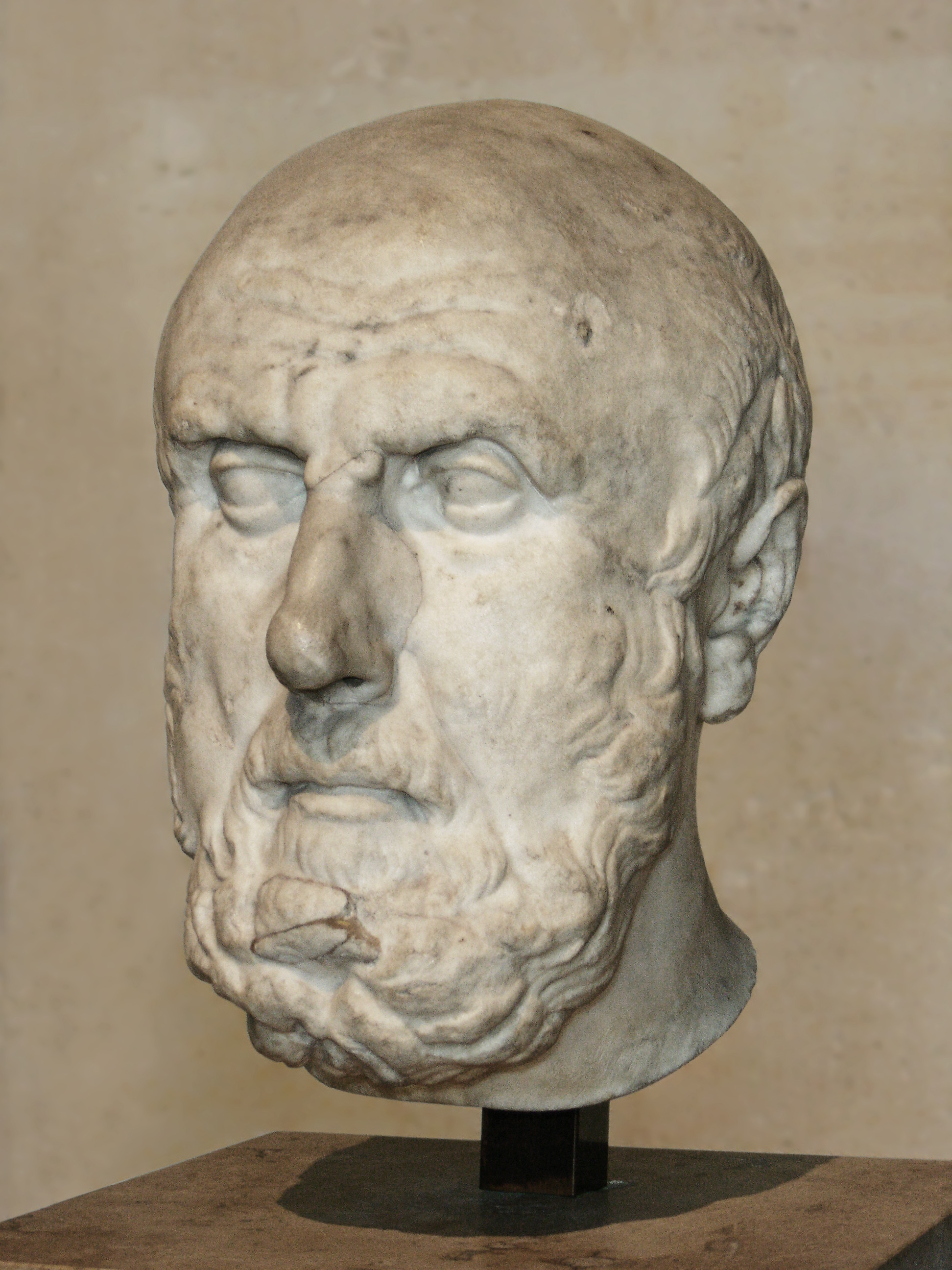
Chrysippe.

Le déterminisme est au cœur de la doctrine stoïcienne. Ainsi, selon Diogène Laërce : « Toutes choses ont lieu selon le destin ; ainsi parle Chrysippe au traité Du destin, Posidonios d'Apamée au deuxième livre Du destin, Zénon et Boéthos de Sidon au premier livre Du destin ». « Fatum » en latin, « Heimarménè » en grec, désignent cette même force qui gouverne l'univers.
Le Destin des Stoïciens n’est pas une puissance irrationnelle, mais l’expression de l’ordre imprimé par la raison (Logos) à l’univers (Cosmos) : « Le destin est la cause séquentielle des êtres ou bien la raison qui préside à l'administration du monde ». C’est donc un principe qui relève moins de la religion, que de la science et de la philosophie, étant donné que le « Dieu » des Stoïciens n'est autre que la « Raison» (Logos en grec). 
Le destin est la chaîne causale des événements : bien loin d'exclure le principe de causalité, il le suppose dans son essence même. Cicéron dans son traité De la divination le fait définir ainsi par son frère et contradicteur Quintus :

« J'appelle destin (fatum) ce que les Grecs appellent heimarménè, c'est-à-dire l'ordre et la série des causes, quand une cause liée à une autre produit d'elle-même un effet. (...)  On comprend dès lors que le destin n'est pas ce qu'entend la superstition, mais ce que dit la science, à savoir la cause éternelle des choses, en vertu de laquelle les faits passés sont arrivés, les présents arrivent et les futurs doivent arriver. »

## Les arguments «antifatalistes»
Si de nombreux philosophes anciens acceptaient l'idée d'un ordre causal rationnel de la nature, l’affirmation stoïcienne d'un destin à la fois universel et nécessaire (« toutes choses arrivent selon le destin ») a soulevé de nombreuses objections de la part de toutes les écoles philosophiques de l'Antiquité, comme en témoignent les nombreux traités Péri eirmarménès/De Fato qui se sont succédé de Cicéron à Plotin, en passant par Alexandre d'Aphrodise.

### L’argument paresseux
Les écoles opposées au stoïcisme cherchèrent à réfuter le fatum stoicum en l’opposant à la thèse fondamentale de la morale antique, affirmée par toutes les écoles philosophiques, y compris le Portique : « certaines choses dépendent de nous ». Comment « toutes choses pourraient-elles dépendre du destin » dès lors que certaines d’entre elles sont en notre pouvoir ? L’universalité du fatum n’implique-t-elle pas l’impossibilité pour l’homme d’agir ? Ne conduit-elle pas dès lors à la paresse et à l’immoralité ? À la paresse : tel est le sens du fameux argument paresseux (argos logos en grec ou ignaua ratio en latin), que Cicéron résume ainsi :

« Si ton destin est de guérir de cette maladie, tu guériras que tu aies appelé ou non le médecin ; de même, si ton destin est de n'en pas guérir, tu ne guériras pas que tu aies appelé ou non le médecin ; or ton destin est l'un ou l'autre ; il ne convient donc pas d'appeler le médecin. »

— Cicéron, Traité du destin, XIII
La même idée sera reprise par Leibniz, dans son Sophisme du Paresseux.

### L’argument moral
Mais le fatalisme stoïcien inclinerait également à l’immoralité en niant la responsabilité humaine. Si le destin est cause de mes actes, comment pourrais-je en être tenu pour responsable ? « Si tout arrive par le destin, (...) ni les éloges ni les blâmes ni les honneurs ni les supplices ne sont justes » (ibid, XVII). Dans le système du stoïcisme, l’assassin ne pourrait-il s’exclamer, à l’instar de certains des héros d’Homère ou de la tragédie grecque : « Le coupable, ce n’est pas moi, mais Zeus et le destin, qui m’ont déterminé à agir ainsi. » ? Tel est le sens de ce que Dom David Amand nommait, en 1945, « l’argumentation morale antifataliste », objection constamment opposée aux stoïciens.

## Les réponses de Chrysippe à ces arguments
Le plus important théoricien de l’école stoïcienne, Chrysippe, s’efforça de répondre à ces arguments pour établir la validité de son fatalisme. Ces arguments sont résumés dans le Traité du destin de Cicéron. 

### Les liens entre les séries d'événements
Le premier argument de Chrysippe contre l'argument « paresseux », consiste à souligner l'existence d'un lien entre les séries causales ou les séries d'événements soumis au destin. Il est rapporté ainsi par Cicéron :

« Si le destin porte qu'Œdipe naîtra de Laïos, on ne pourra pas dire : « soit que Laïos ait eu des rapports avec une femme, soit qu'il n'en ait pas eu » ; car l'événement est lié et « confatal » ; ainsi le nomme-t-il ; car le destin porte et que Laïos aura des rapports avec sa femme et qu'il procréera Œdipe. »

— Cicéron, Traité du destin, XIII.
Il convient donc de remarquer qu'il se cache un sophisme dans l'idée selon laquelle tu guériras, que tu aies appelé ou non un médecin ; car ces deux événements sont liés : ils constituent des choses que Chrysippe nomme « confatales », c'est-à-dire "au destin lié", ne pouvant se produire l'une sans l'autre. Les deux choses appartiennent à ton destin, et non pas l'une seulement d'entre elles. Il est donc incorrect de les séparer pour ne retenir que l'une d'elles.

### La distinction entre causes "parfaites et principales" et causes " auxiliaires et prochaines"
L’universalité du destin n’exclut pas l’action humaine : il l’intègre au sein de ses causalités. Entrelacement universel des causes, le fatum stoicum coordonne en effet deux types de causes : les causes « parfaites et principales » (ou synectiques) et les causes « auxiliaires et prochaines » (ou procatarctiques), dans l'unité d'un système. 
Les causes procatarctiques désignent l'ensemble des facteurs extrinsèques, circonstances et événements qui affectent l'homme : elles représentent le donné fatal de l'existence, la part de nécessité à laquelle il doit se résigner. Mais si ces causes externes déterminent l'homme à réagir et à prendre position, elles ne déterminent pas la nature de sa réaction qui dépend de facteurs intrinsèques : la spontanéité de son caractère agissant au titre de cause synectique, « parfaite et principale ». 
Dans le Traité du destin (De fato) de Cicéron, Chrysippe illustre ce distinguo par un exemple emprunté à la physique : le « cône » et le « cylindre ». Ces solides ont beau subir le même choc, ils décrivent des trajectoires différentes, l'un tournoyant et l'autre roulant dans la direction imprimée par l'impulsion. Le choc extérieur détermine le corps à se mettre en mouvement, mais elle ne détermine pas la nature de son mouvement, qui ne dépend que de la forme constitutive de son essence. Le point essentiel de cette théorie est que le mouvement du corps trouve sa raison déterminante à l'intérieur de lui-même, et non dans l'impulsion qu'il reçoit. 
Or, le devenir existentiel est comparable au mouvement physique. Les individus différents réagissent différemment aux mêmes événements, preuve qu'ils sont la cause principale (ou synectique) de leur devenir. Les représentations sensibles ne déterminent pas leur réaction, qui ressortit aux seuls jugements, fous ou sages, qu'ils portent sur les événements qui les affectent. C'est dire que l'individu échappe à la nécessité en tant qu'il réagit à l'impulsion du destin en fonction de sa nature propre. Le fatum stoicum est personnalisé par l'individualité de chacun. Loin de faire violence aux hommes, il suppose leur spontanéité : il ne détermine pas leur destin indépendamment de leur nature. Trouvant la cause principale de leurs actes à l'intérieur d'eux-mêmes, ils peuvent légitimement en être tenus pour responsables : ils ne sauraient imputer au destin ce dont ils sont eux-mêmes le principe.
Il convient cependant de remarquer ici que le texte de Cicéron, principale source sur ce sujet, ne permet pas d'aboutir à cette conclusion. Pour Cicéron, les stoïciens ont employé la distinction entre les causes synectiques et les causes procatarctiques, mais pas celle entre les causes internes et les causes externes, ces deux distinctions ne se recoupant pas. Selon Cicéron, qui affirme reprendre le néo-académicien Carnéade, seule la distinction entre les causes internes et les causes externes permet de penser la liberté.

### La liberté au sein dufatum
Le stoïcisme maintient ainsi la liberté de l’homme en tant qu’être rationnel. Si je ne puis rien modifier aux événements qui m’affectent, je suis cependant le maître de la manière dont je les accueille et dont j’y réagis. Le dieu m’a laissé la jouissance de l’essentiel : le bon usage de ma raison. Le cylindre ne se déplace pas comme le cône, et le fou ne réagit pas comme le sage : il ne tient qu’à moi et à ma pratique de la philosophie de perfectionner ma raison pour porter des jugements sains sur le monde qui m’entoure. Mais si Chrysippe s’efforça de concilier le fatum stoicum avec l’action et la moralité, sa réponse ne fut guère entendue par les adversaires du stoïcisme, qui, jusqu’à la fin de l’Antiquité ne cessèrent de ressasser les mêmes objections à l’encontre de cette école.